# جامعة القاهرة
جامعة القاهرة هي ثاني أقدم الجامعات المصرية والثالثة عربياً بعد جامعة الأزهر وجامعة القرويين تأسست كلياتها المختلفة في عهد محمد علي، كالمهندسخانة (حوالي 1820م) والمدرسة الطبية عام 1827م، ثم ما لبثَ أن أغلقت في عهد الخديوي محمد سعيد (حوالي 1850م). بعد حملة مطالبة شعبية واسعة لإنشاء جامعة حديثة بقيادة مصطفى كامل وغيره. تأسست هذه الجامعة في 21 ديسمبر 1908م عرفت باسم جامعة فؤاد الأول ثم جامعة القاهرة بعد ثورة 23 يوليو 1952م. وتضم عددًا كبيرًا من الكليات الجامعية. تقع الجامعة في مدينة الجيزة غربي القاهرة، وبعض كلياتها تقع في أحياء المنيل والمنيرة والدقي مثل كليات الطب البشري وطب الأسنان والصيدلة والعلاج الطبيعي ودار العلوم. عدد خريجيها الحائزين على جائزة نوبل هو 3 وتم تصنيفها عالميًا عام 2004م ضمن قائمة أكبر 500 جامعة على مستوى العالم ويتخرج منها سنويًا ما يزيد على 155 ألف طالب.

## نشأة الجامعة وتطورها

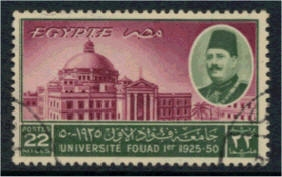
الطابع التذكاري لإنشاء جامعة فؤاد الأول

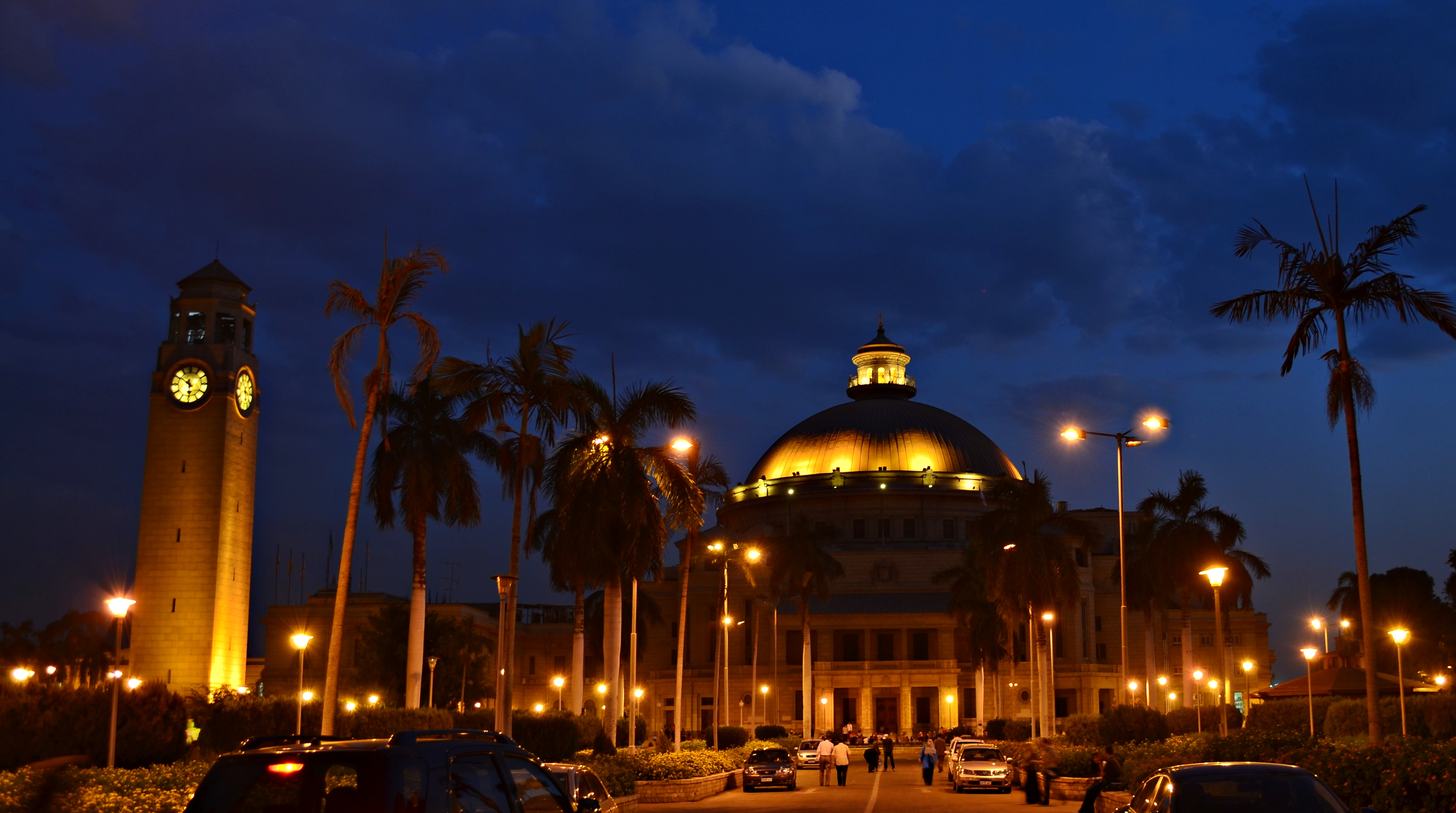
جامعة القاهرة ليلاً

مع اشتداد ساعد الحركة الوطنية المصرية في أوائل القرن العشرين انبرت نخبة من قادة العمل الوطني ورواد حركة التنوير والفكر الاجتماعي في مصر أمثال محمد عبده، ومصطفى كامل، ومحمد فريد، وقاسم أمين، وسعد زغلول، لتحقيق حلم طالما داعب خيال أبناء هذا الوطن، وهو إنشاء جامعة تنهض بالبلاد في شتى مناحي الحياة، وتكون منارة للفكر الحر وأساسا للنهضة العلمية وجسرا يصل البلاد بمنابع العلم الحديث، وبوتقة تعد فيها الكوادر اللازمة في كافة التخصصات لمشاركة العالم في تقدمه العلمي ولكن هذه الأمنية وجدت معارضة شديدة من جانب سلطات الاحتلال البريطانى خاصة من عميدها اللورد كرومر الذي أدرك أن إنشاء جامعة في مصر يعنى إيجاد طبقة مثقفة من المصريين تدرك أن الاستقلال ليس مجرد تحرير الأرض، وإنما هو تحرير الشخصية المصرية وانطلاق بها في مراقى المدينة والحضارة. وعلى الرغم من ذلك فإن هذه المعارضة لم تفت في عضد المتحمسين للفكرة، فسرعان ما تولت لجنة من الوطنيين الذين بذلوا التضحيات وتحملوا المشاق حتى خرجت الفكرة إلى النور وأصبحت واقعا ملموسا، وتم افتتاح الجامعة المصرية كجامعة أهلية في الحادي والعشرين من ديسمبر 1908 في حفل مهيب أقيم بقاعة مجلس شورى القوانين بحضور الخديوي عباس حلمي الثاني وبعض رجالات الدولة وأعيانها. وكان أول رئيس للجامعة أحمد لطفي السيد.
وفي مساء يوم الافتتاح بدأت الدراسة في الجامعة عبر محاضرات، ولما لم يكن قد خصص لها مقر دائم وقتذاك فقد كانت المحاضرات تلقى في قاعات متفرقة كان يعلن عنها في الصحف اليومية كقاعة مجلس شورى القوانين، ونادى المدارس العليا، ودار الجريدة حتى اتخذت الجامعة لها مكانا في سراى الخواجة نستور جناكليس الذي تشغله الجامعة الأمريكية بالقاهرة حالياً.
ونتيجة للمصاعب المالية التي تعرضت لها الجامعة خلال الحرب العالمية الأولى انتقل مبناها إلى سراي محمد صدقي بميدان الأزهار بشارع الفلكي اقتصاداً للنفقات. وقد كافحت الجامعة الوليدة لتقف على قدميها، ولكي تتمكن من إعداد نواة لهيئة التدريس بها بادرت بإرسال بعض طلابها المتميزين إلى جامعات أوروبا للحصول على إجازة الدكتوراه والعودة لتدريس العلوم الحديثة بها وكان على رأس هؤلاء المبعوثين طه حسين، ومنصور فهمي، وأحمد ضيف. كما أنشأت الجامعة مكتبة تحوي نفائس الكتب التي أهديت لها من داخل البلاد وخارجها.
ونتيجة لما حققته الجامعة الأهلية من آمال كبار عبرت عن تطلعات المصريين، فقد فكرت الحكومة في عام 1917 في إنشاء جامعة حكومية وألفت لجنة لذلك أشارت بضم المدارس العليا القائمة إلى الجامعة فضمت مدرستي الحقوق والطب إلى الجامعة في 12 مارس 1923، وتم الاتفاق بين الحكومة وإدارة الجامعة الأهلية على الاندماج في الجامعة الجديدة على أن تكون كلية الآداب نواة لهذه الجامعة.
- وفي 11 مارس 1925 صدر مرسوم بقانون إنشاء الجامعة الحكومية باسم الجامعة المصرية وكانت مكونة من كليات أربع هي: الآداب، والعلوم، والطب، والحقوق. وفي العام نفسه ضمت مدرسة الصيدلة لكلية الطب.
- وفي عام 1928 بدأت الجامعة في إنشاء مقار دائمة لها في موقعها الحالي الذي حصلت عليه من الحكومة تعويضاً عن الأرض التي تبرعت بها الأميرة فاطمة إسماعيل بنت الخديوي إسماعيل للجامعة.
- وفي 22 أغسطس عام 1935 أصدر المرسوم الملكي بقانون رقم 91 بإدماج مدارس الهندسة والزراعة والتجارة العليا والطب البيطري في الجامعة المصرية.
- وفي 31 من أكتوبر عام 1935 صدر مرسوم بإلحاق معهد الأحياء المائية بالجامعة المصرية.
- وفي عام 1938 انفصلت مدرسة الطب البيطرى عن كلية الطب لتصبح كلية مستقلة.
- وفي 23 من مايو عام 1940 صدر القانون رقم 27 بتغيير اسم الجامعة المصرية إلى جامعة فؤاد الأول.
- وفي 24 من أبريل عام 1946 صدر القانون رقم 33 بضم كلية دار العلوم إلى الجامعة.
- وفي 28 سبتمبر عام 1953 صدر مرسوم بتعديل اسم الجامعة من جامعة فؤاد الأول إلى جامعة القاهرة.
- وفي عام 1955 انفصل قسما الصيدلة وطب الفم والأسنان عن كلية الطب لتصبح كل منهما كلية مستقلة، وفي العام نفسه أنشئ فرع لجامعة القاهرة في الخرطوم ورفرفت أعلام الجامعة على جنوب الوادي.
- وتوالى إنشاء الكليات بعد ذلك فبدأت الدراسة بكلية الاقتصاد والعلوم السياسية في العام الجامعى 1960/1961.
- وفي عام 1962 أنشئ معهد الدراسات والبحوث الإحصائية، وكذلك أنشئ في نفس العام معهد العلاج الطبيعى الذي تحول في يناير 1992 إلى كلية العلاج الطبيعي.
- وفي عام 1964 أنشئ المعهد العالي للتمريض وألحق بكلية الطب، وفي عام 1969 أنشئ المعهد القومي للأورام، وفي عام 1970 أنشئت كليتا الإعلام والآثار ومعهد البحوث والدراسات الأفريقية.
- وفي عام 1979 أنشئ معهد التخطيط الإقليمي والعمراني وتحول إلى كلية التخطيط الإقليمي والعمراني في عام 1991.
- وفي عام 1987 تم إنشاء معهد البحوث والدراسات التربوية بجامعة القاهرة، وفي 12 من سبتمبر 1994 صدر القرار رقم (287ب) بإنشاء المعهد القومي لعلوم الليزر الذي يعتبر أول معهد عالي لعلوم الليزر وتطبيقاته في العالم العربي.
- أنشئت كلية الحاسبات والمعلومات عام 1996.

## المدارس العليا المصرية التي كانت نواة الجامعة
|   | المدرسة            | عام التأسيس |
| - | ------------------ | ----------- |
| 1 | مدرسة مهندسٍِ خانه   | 1816        |
| 2 | مدرسة الطب         | 1827        |
| 3 | مدرسة الصيدلة      | 1829        |
| 4 | مدرسة الطب البيطرى | 1827        |
| 5 | مدرسة الزراعة      | 1823        |
| 6 | مدرسة الحقوق       | 1868        |
| 7 | دار العلوم         | 1872        |
| 8 | مدرسة التجارة      | 1837        |

## أشهر خريجي الجامعة

### رؤساء وحكام دول
- صدام حسين
- ياسر عرفات
- صوفي أبو طالب
- عدلي منصور
- محمد مرسي

### حائزون علي جائزة نوبل
- محمد البرادعي
- نجيب محفوظ
- ياسر عرفات

### علماء
- علي مصطفى مشرفة
- مجدي يعقوب
- صالح العجيري
- عماد عبد السلام رؤوف
- سميرة موسى

### كتاب ومفكرون
- طه حسين
- غازي القصيبي
- محمد حسنين هيكل
- زكي نجيب محمود
- يوسف إدريس
- لطيفة الزيات
- محمد الفيتوري
- حازم صلاح أبو إسماعيل
- صفوت كمال
- خالد محمد عبده

### قادة تنظيمات
- محمد عطا هو أحد الخاطفين للطائرات وهو مصري الجنسية والعقل المدبر وأحد قادة هجمات 11 سبتمبر التي عرفت في أدبيات تنظيم القاعدة بغزوة مانهاتن يعتقد أنه كان قائد الطائرة الأول التي اصتدمت بالبرج [6]
- أيمن الظواهري زعيم تنظيم القاعدة المعروف درس وتخرج من كلية الطب جامعة القاهرة[7]

## كليات الجامعة
- كلية الهندسة
- كلية الطب
- كلية طب الأسنان
- كلية الحاسبات والمعلومات
- كلية الصيدلة
- كلية الزراعة
- كلية العلوم
- كلية الاقتصاد والعلوم السياسية
- كلية الإعلام
- كلية الآثار
- كلية الآداب
- كلية التجارة
- كلية التربية النوعية (جامعة القاهرة)
- كلية التمريض (جامعة القاهرة)
- كلية الحقوق
- كلية العلاج الطبيعي (جامعة القاهرة)
- كلية الطب البيطري
- كلية دار العلوم
- كلية التربية للطفولة المبكرة
- كلية الدراسات العليا للبحوث الإحصائية
- معهد البحوث والدراسات الأفريقية
- المعهد القومي للأورام
- كلية التخطيط الإقليمى والعمراني
- كلية الدراسات العليا للتربية (جامعة القاهرة)
- المعهد القومى لعلوم الليزر (جامعة القاهرة)
- مركز التعليم المفتوح (جامعة القاهرة)
- كلية الدراسات العليا للنانو تكنولوجيا (جامعة القاهرة)

## المراكز والوحدات ذات الطابع الخاص
يتبع الجامعة المراكز والوحدات التالية:
- مركز الحساب العلمي
- مركز خدمة المجتمع
- مركز المؤتمرات والمركز الاحتماعي
- داري الضيافة - بالحرم الجامعي
- مركز بحوث التنمية والتخطيط التكنولوجي
- مركز الدراسات الشرقية
- مركز البحوث والدراسات البيئية
- مركز جامعة القاهرة للطباعة والنشر
- مركز جامعة القاهرة للحد من المخاطر البيئية
- مركز اللغات الأجنبية والترجمة المتخصصة
- مركز جامعة القاهرة للغة والثقافة العربية
- مركز جامعة القاهرة لرعاية المسنين
- مركز دراسات التراث العلمي
- مركز دراسات واستشارات علوم الفضاء
- مركز التقييم العقاري وتكنولوجيا البناء
- وحدة مسرح الجامعة

## رؤساء جامعة القاهرة
- الدكتور محمد عثمان الخشت
- الدكتور / جابر جاد نصار
- الدكتور / حسام كامل
- الدكتور / على عبد الرحمن يوسف
- الدكتور نجيب الهلالي فريد جوهر
- الدكتور / فاروق إسماعيل أحمد
- الدكتور / مفيد محمود شهاب
- الدكتور / مأمون محمد سلامة
- الدكتور / محمود نجيب حسني
- الدكتور / حلمي محمود نمر
- الدكتور / حسن حمدي إبراهيم
- الدكتور / إبراهيم جميل بدران
- الدكتور صوفي حسن أبو طالب
- الدكتور / حسن محمد إسماعيل
- الدكتور / جابر جاد عبد الرحمن
- الدكتور / محمد مرسي أحمد
- الدكتور / محمد نجيب حشاد
- الدكتور / أحمد بدوي
- الدكتور / السعيد مصطفى السعيد
- الدكتور / أحمد زكي باشا
- الدكتور / محمد عبد الوهاب مورو
- الدكتور / هشام محمود هيكتور
- الدكتور / إبراهيم شوقي
- الدكتور / على إبراهيم
- الدكتور / أحمد لطفي السيد
- الأمير يوسف كمال
- حسين رشدي باشا
- الأمير أحمد فؤاد

## ساعة جامعة القاهرة
تأسس برج ساعة جامعة القاهرة عام 1937 بارتفاع 40 متر، ويقع بجوار المبنى الرئيسي لإدارة الجامعة وتعد ثاني أقدم وأشهر ساعة على مستوى العالم بعد ساعة بيغ بن.

## خطاب أوباما

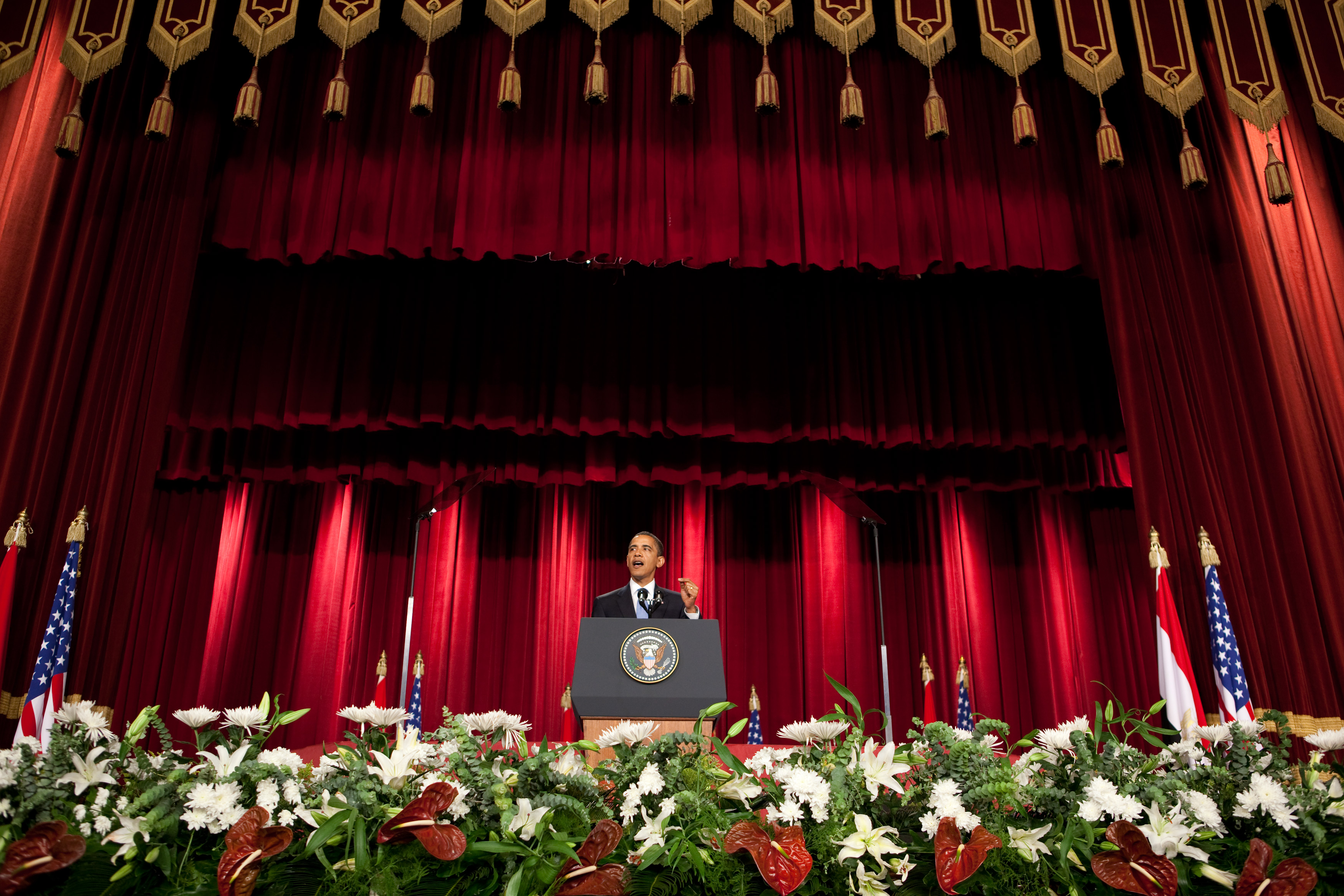
خطبة باراك أوباما في جامعة القاهرة 2009

اختار الرئيس الأمريكي باراك أوباما جامعة القاهرة ليلقي من خلالها خطابه التاريخي للعالم الإسلامي في الخميس 4 يونيو 2009م، وقد قامت الحكومة وإدارة الجامعة باستعدادات قوية لتجديد القاعة الرئيسية بالجامعة لاستقبال أوباما، وقد حضر الخطاب 2500 من الوزراء والمسئولين والطلاب من جامعتي القاهرة والأزهر.

## معرض صور

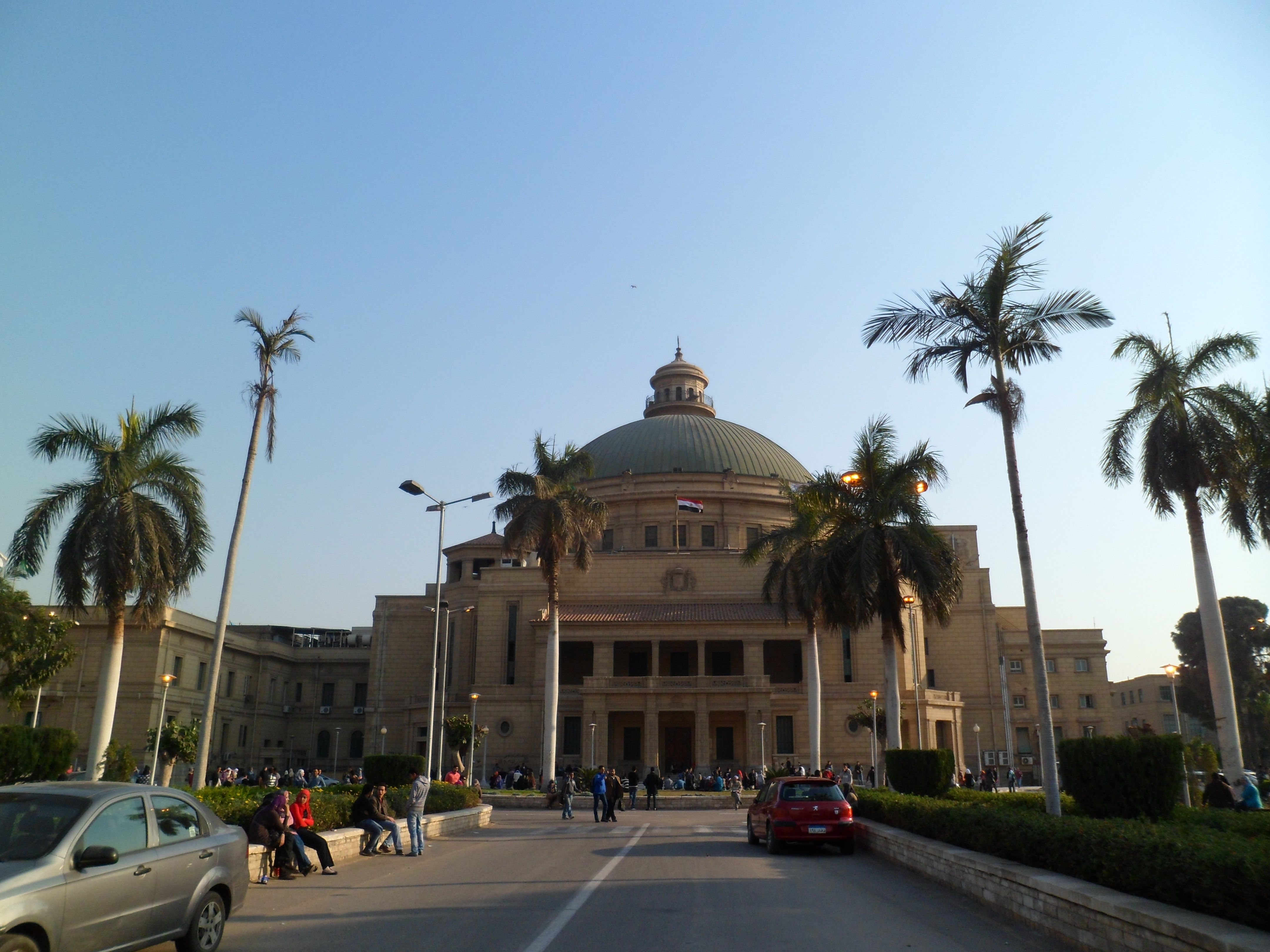
المبنى الرئيسي للجامعة
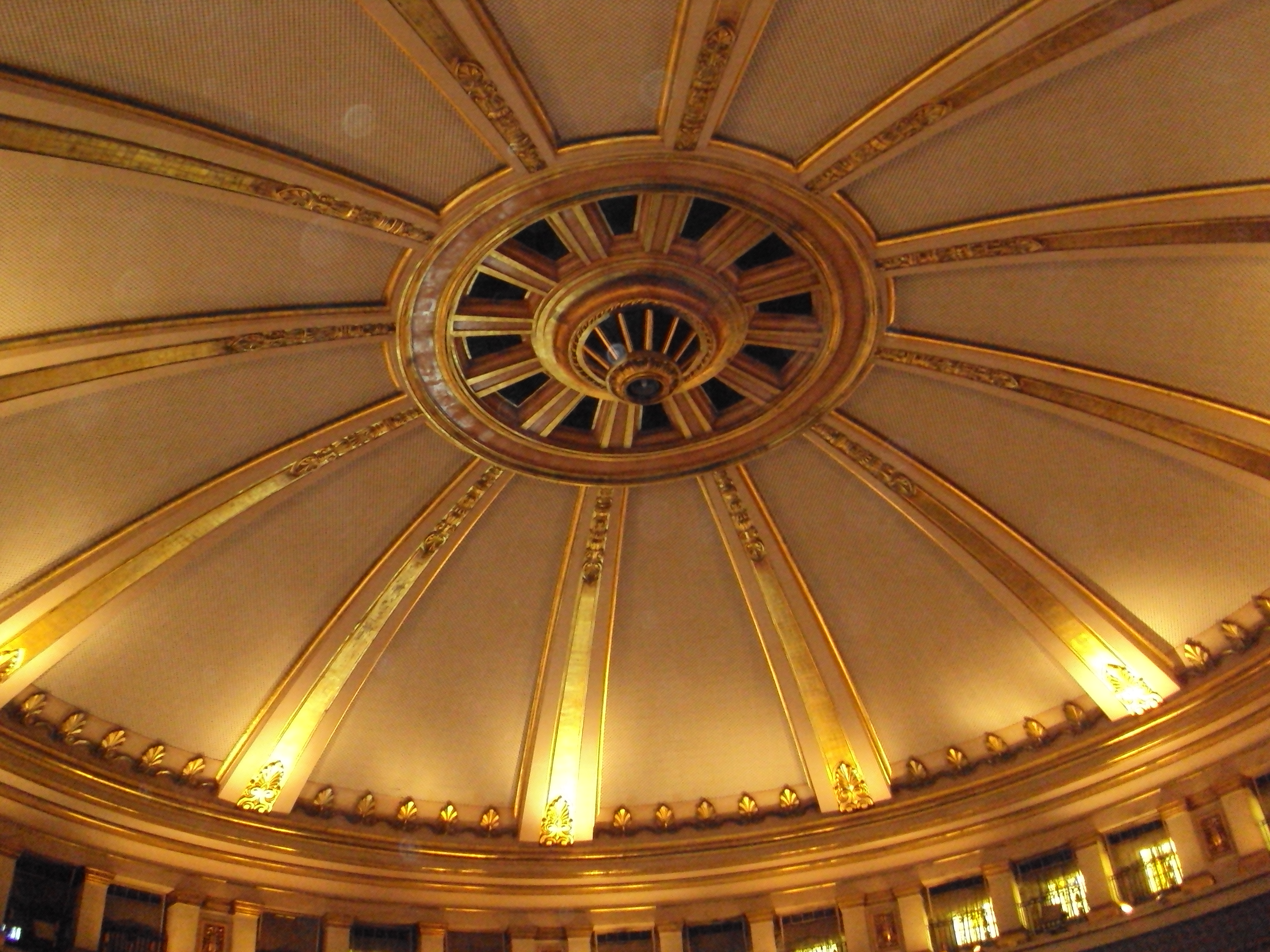
أعلى مبنى القبة من الداخل- جامعة القاهرة
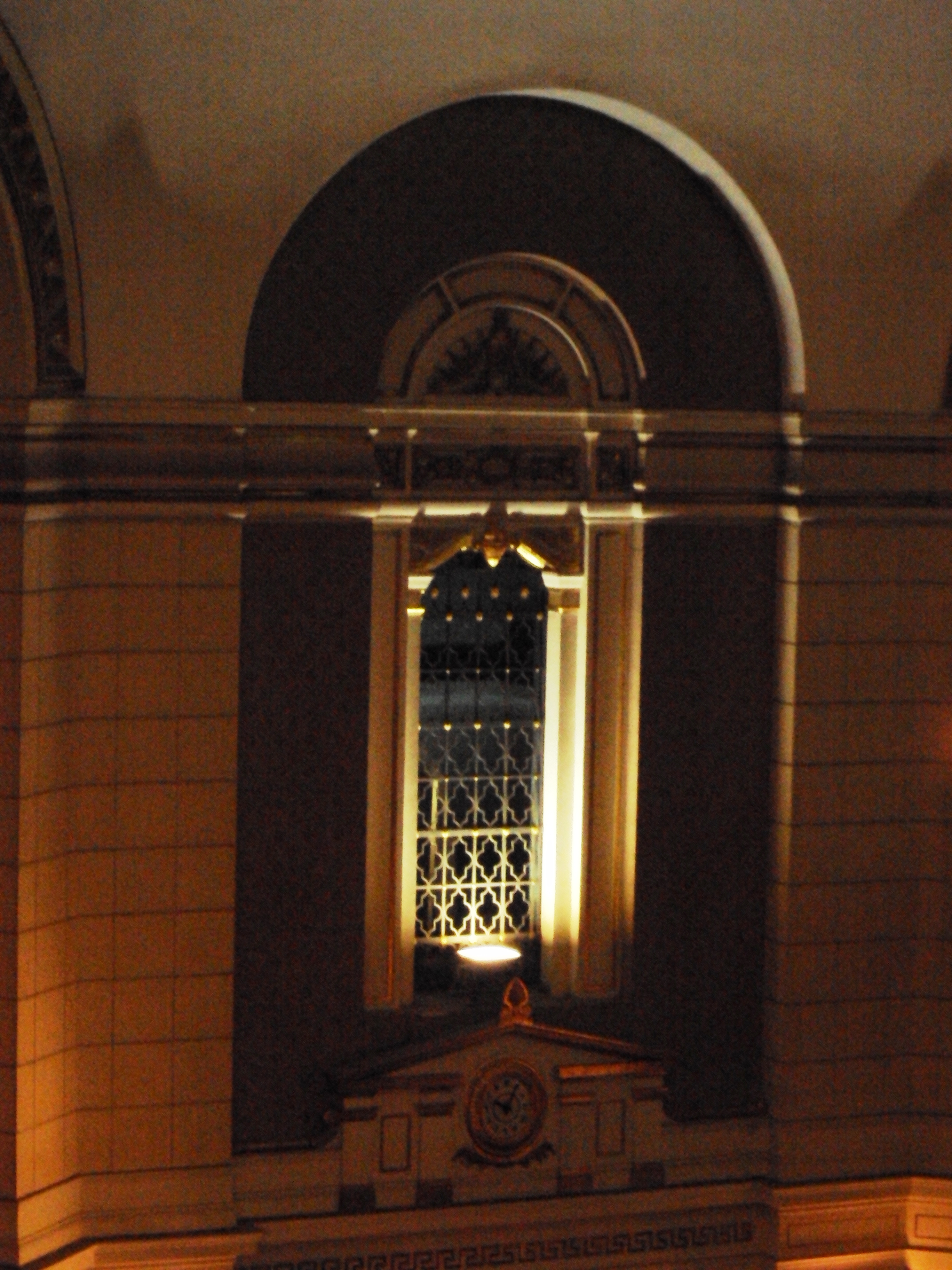
من داخل مبنى القبة- جامعة القاهرة
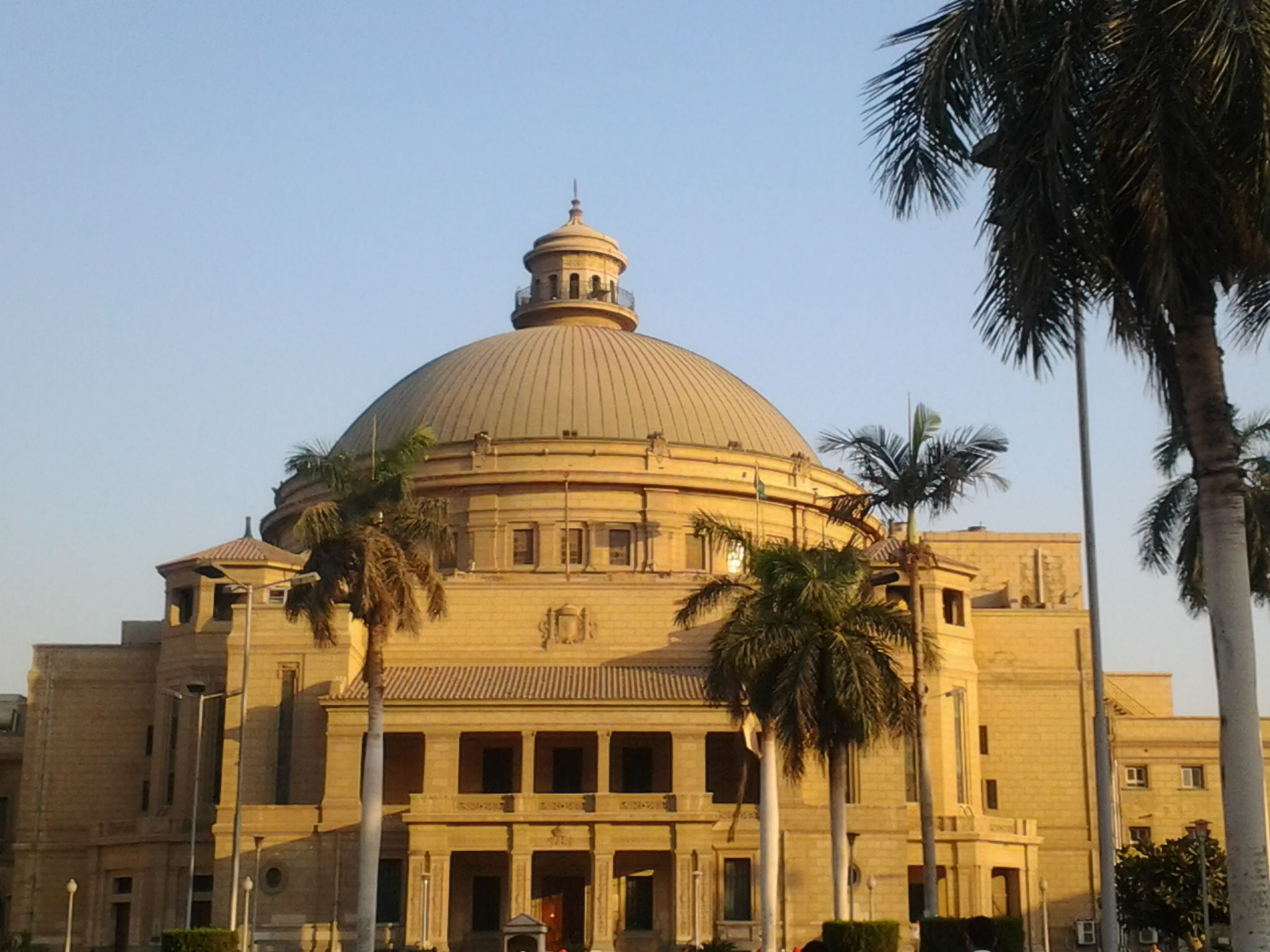
مبنى القبة (المبنى الرئيسي) من قريب
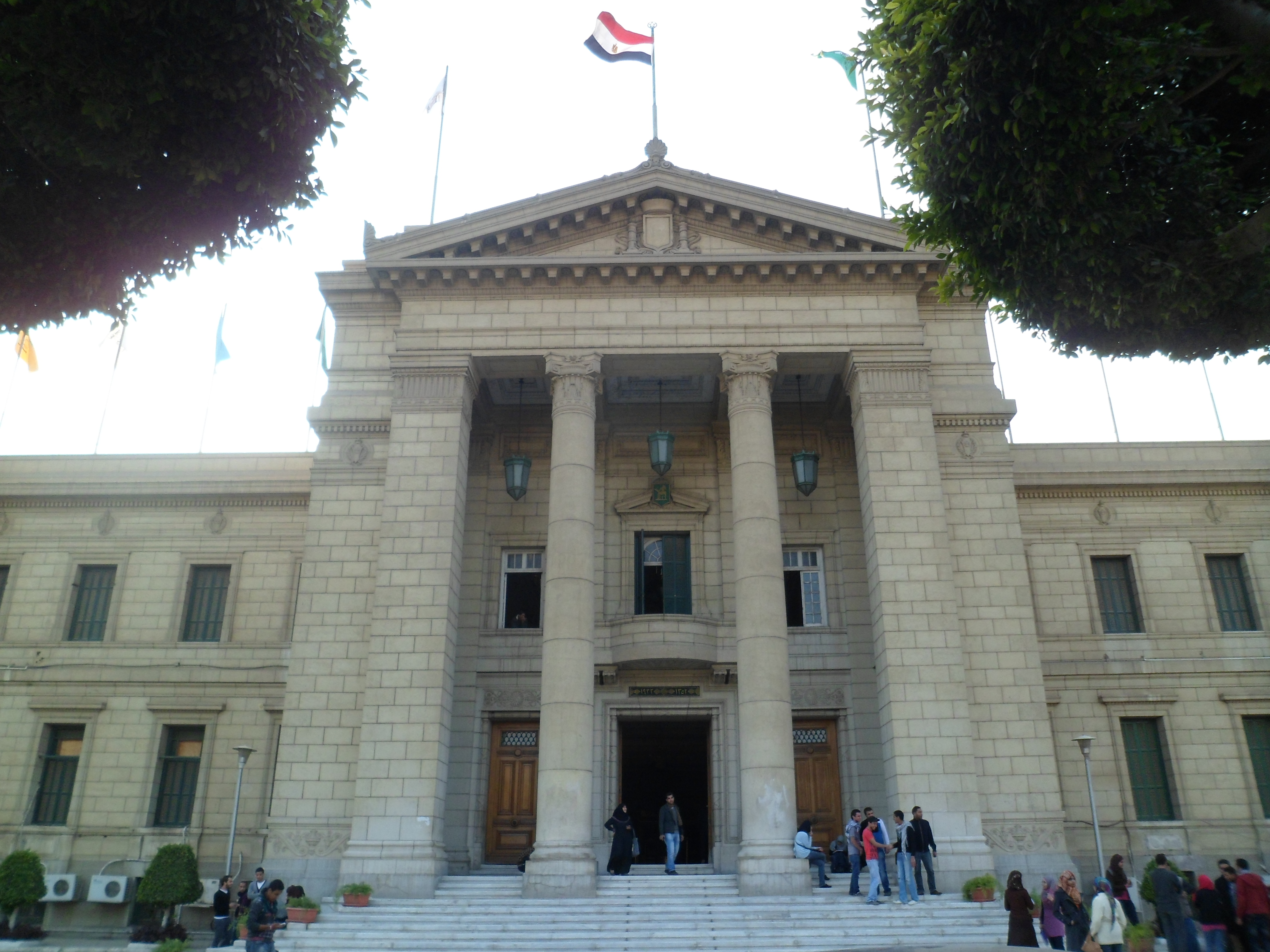
أحد مباني الجامعة الرئيسية
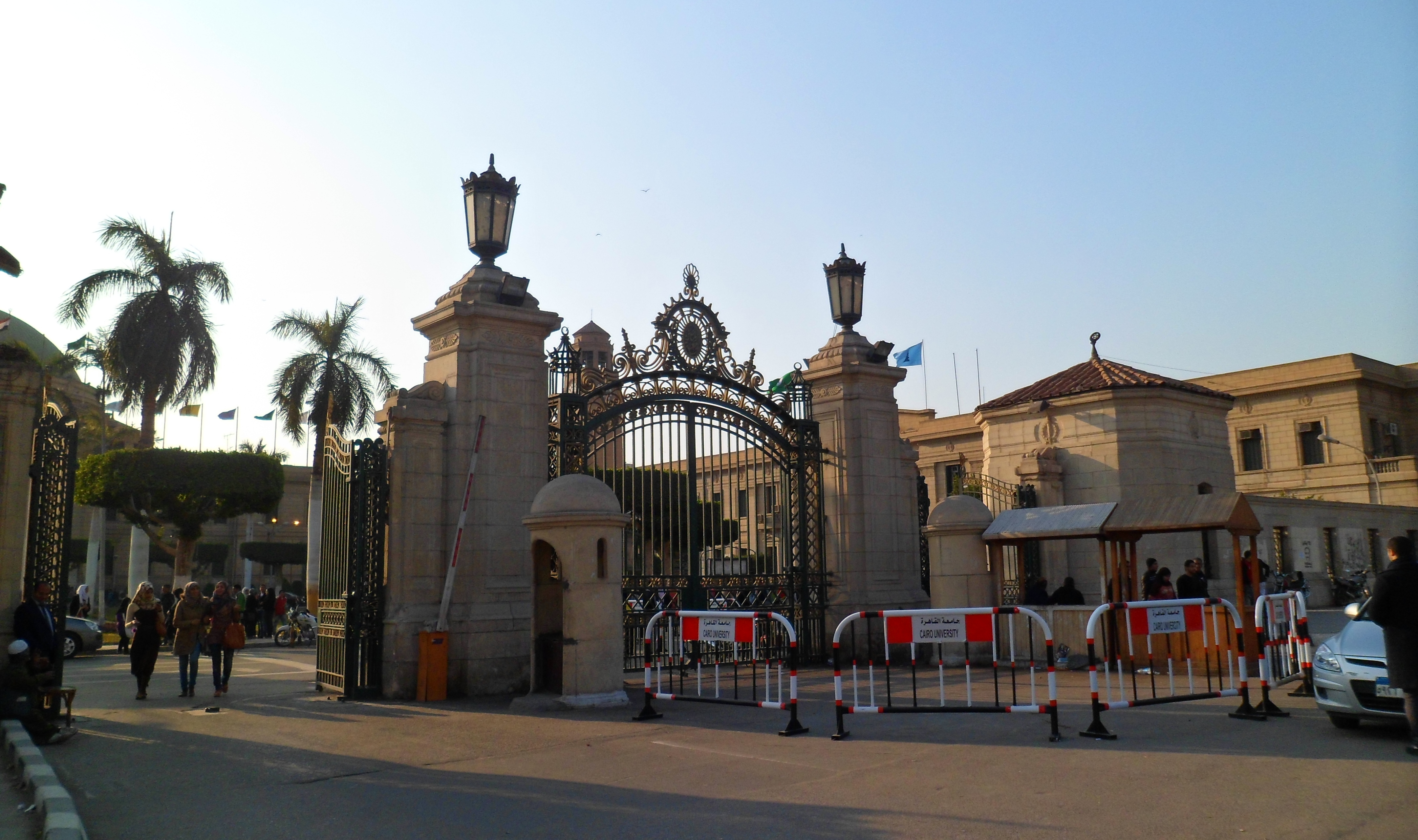
البوابة الرئيسية للجامعة
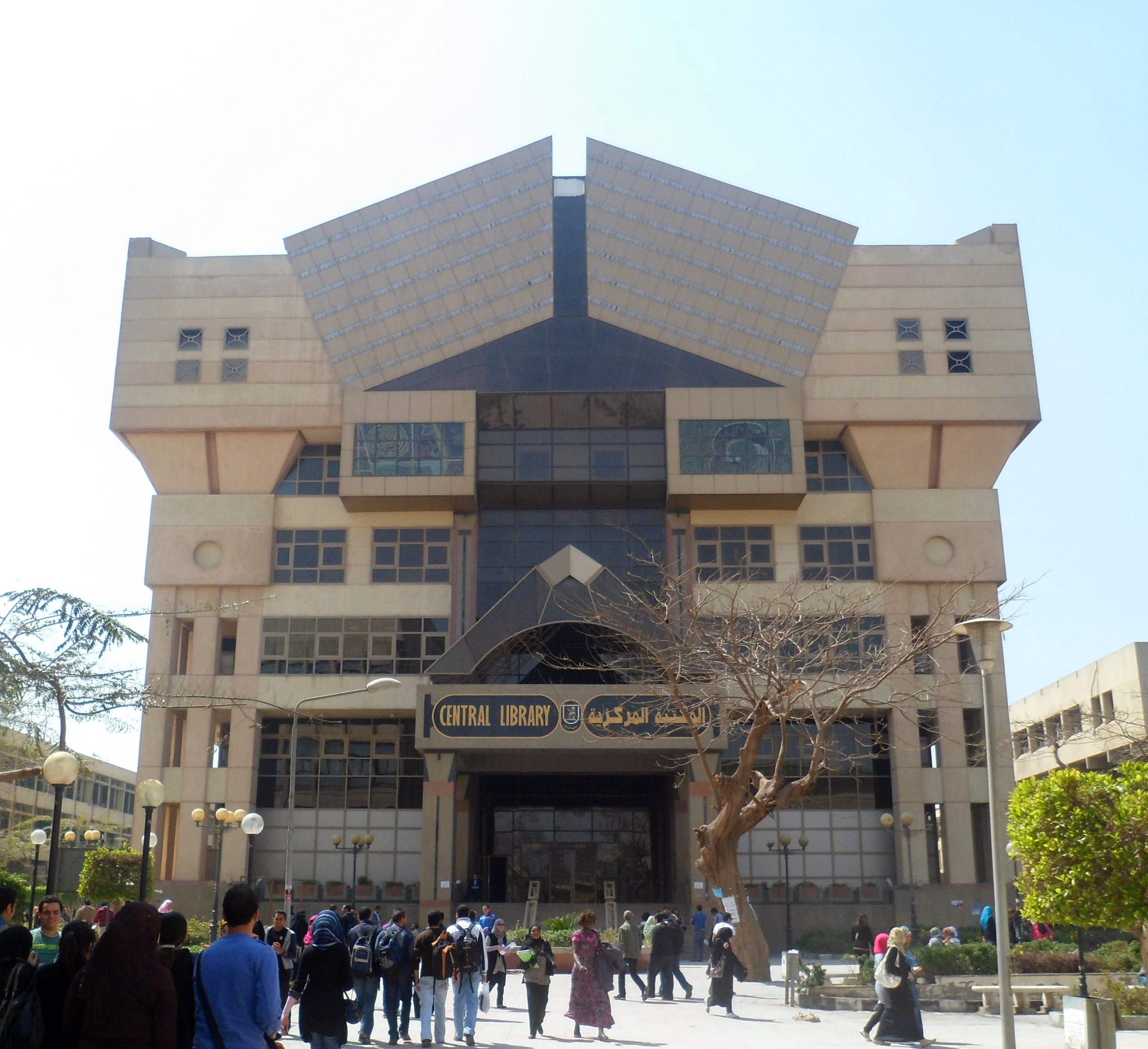
المكتبة المركزية
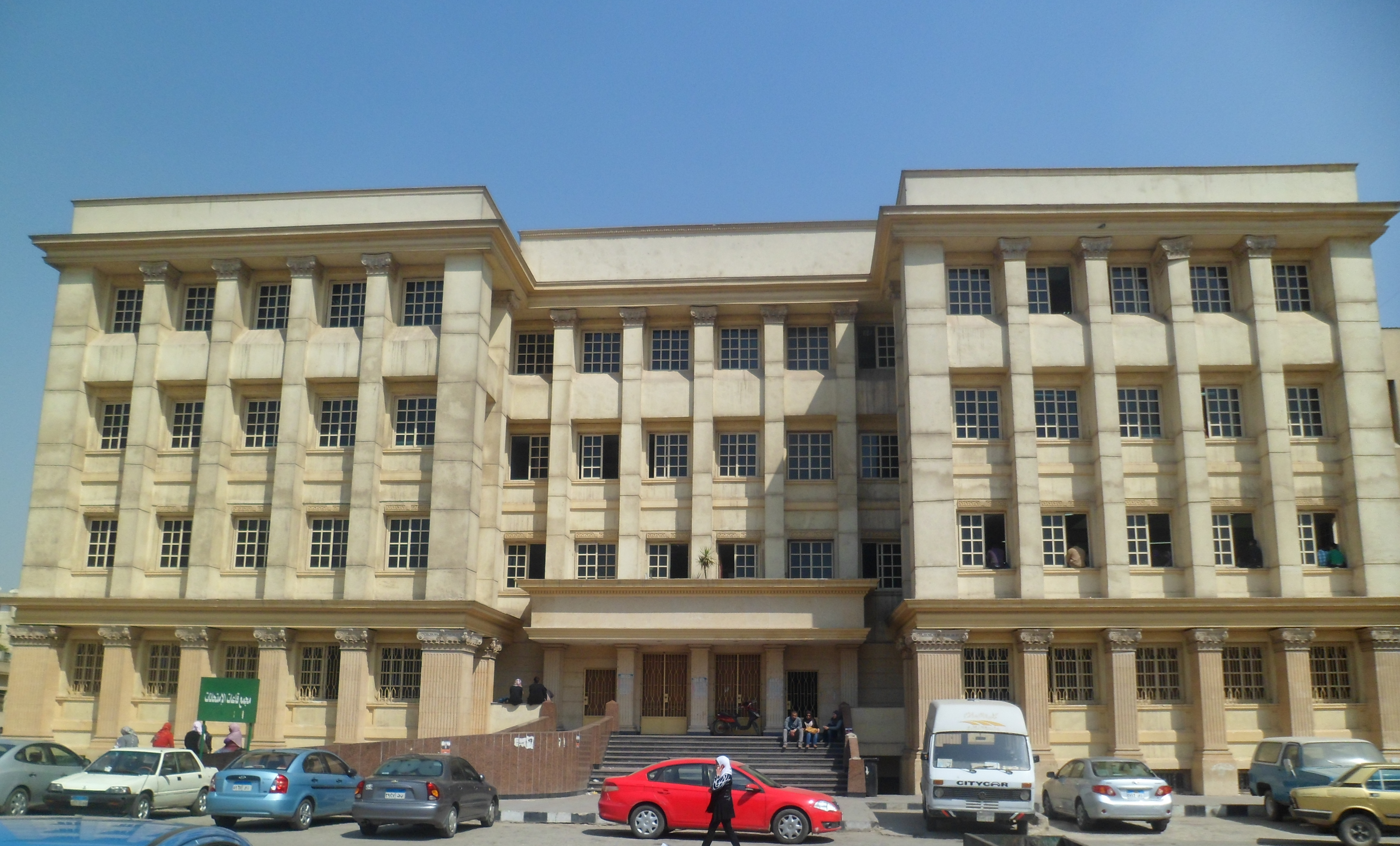
مجمع قاعات الامتحانات
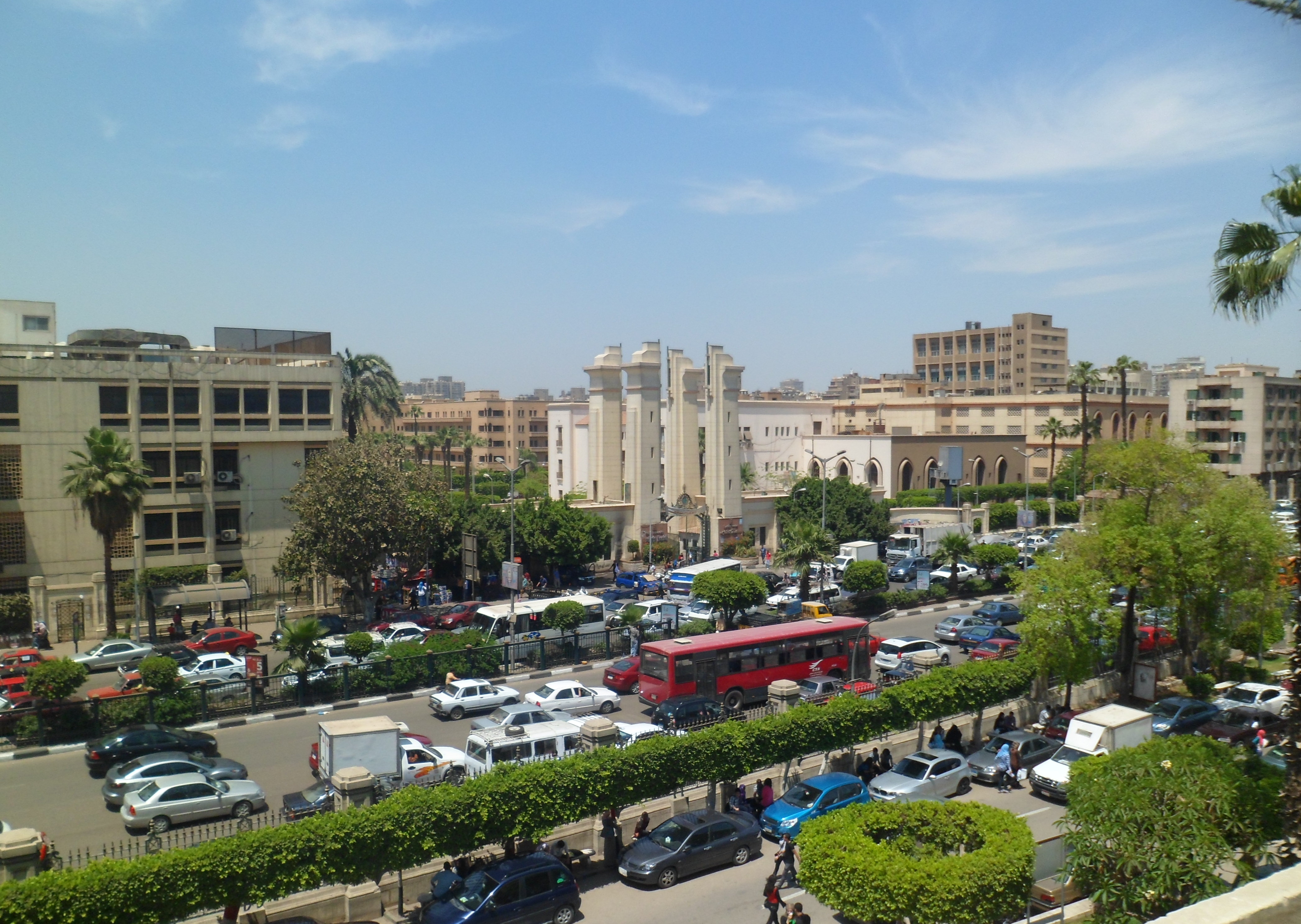
المدينة الجامعية
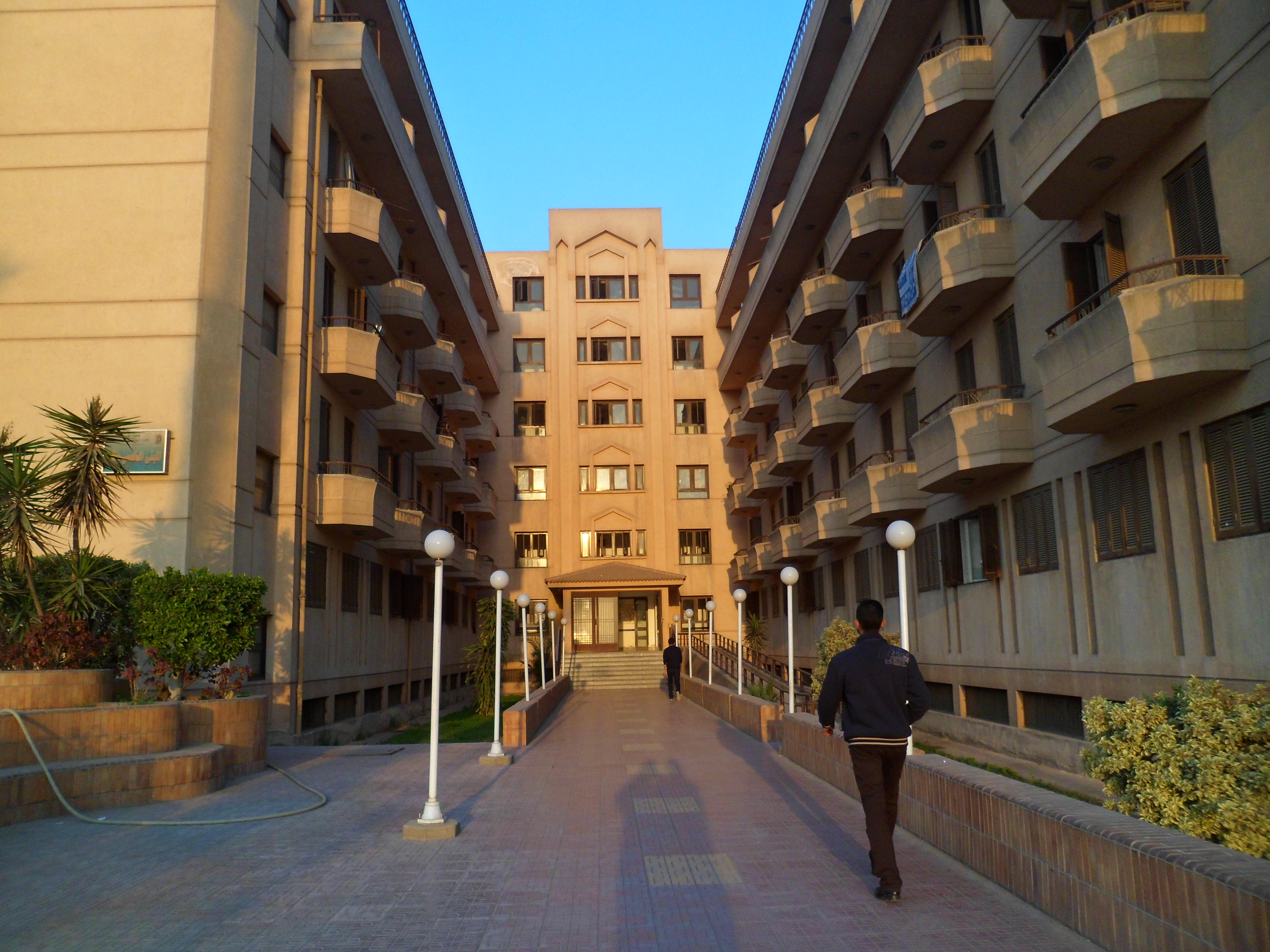
سكن الطلاب بالمدينة الجامعية
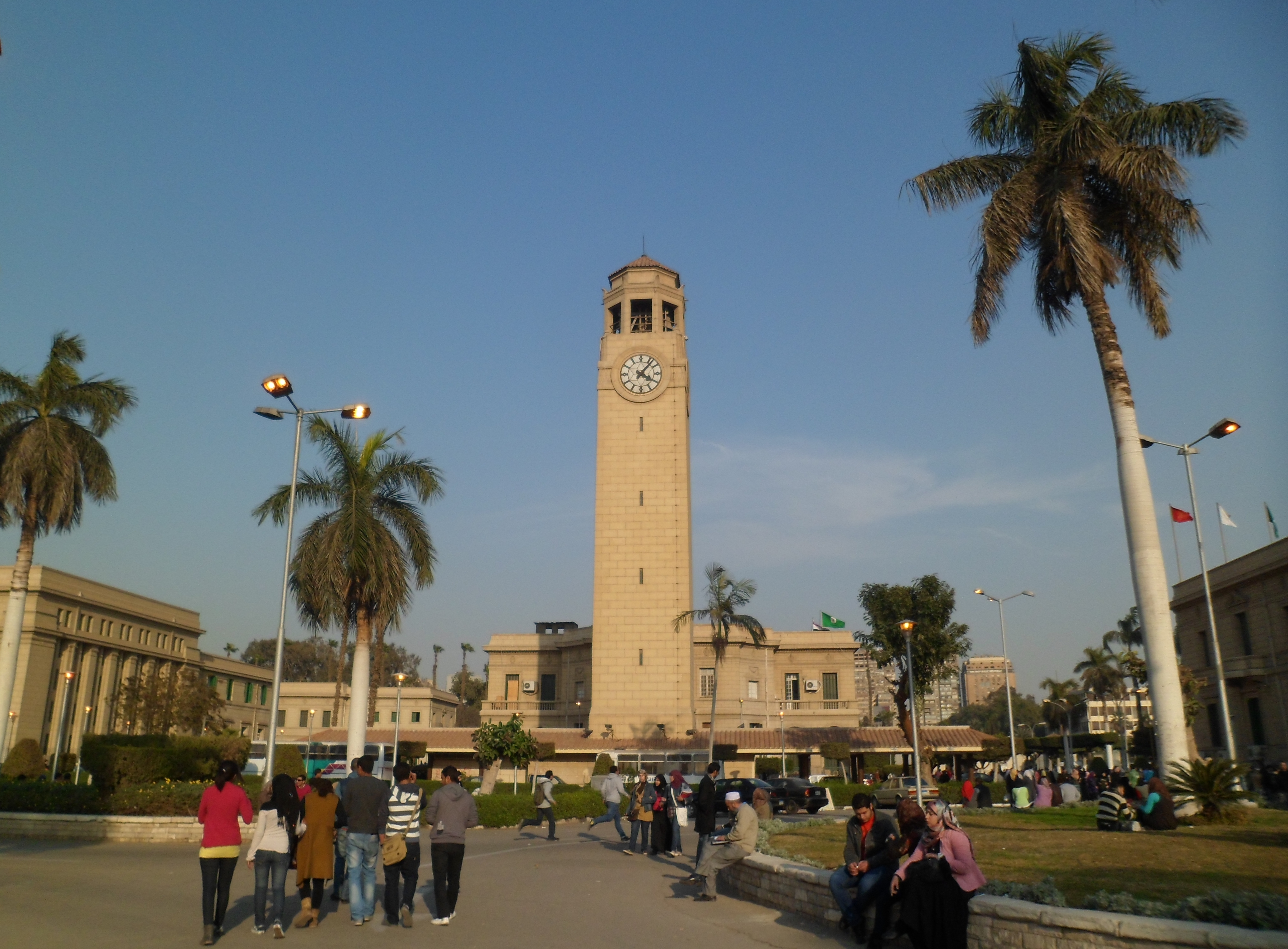
ساعة الجامعة
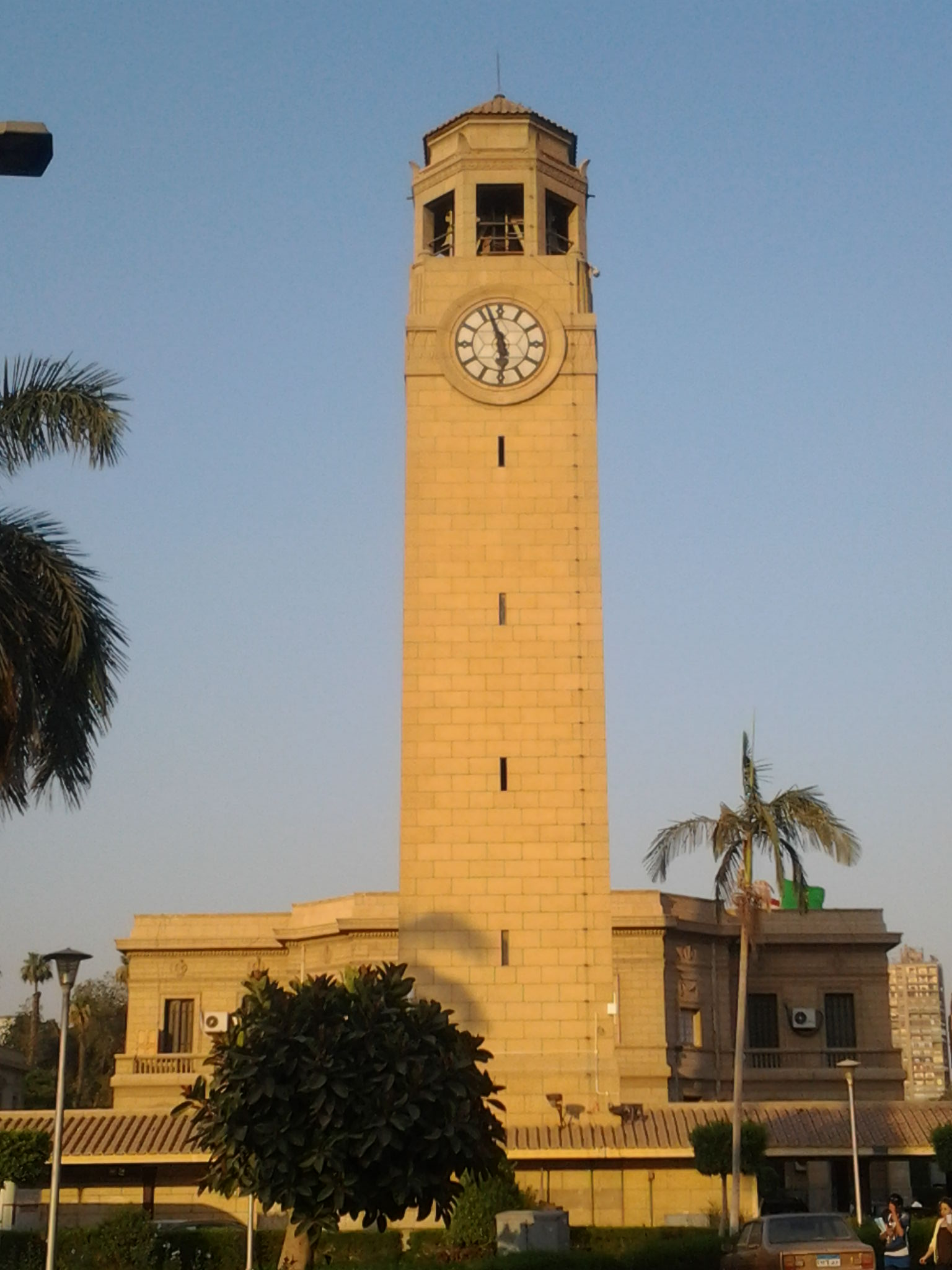
برج الساعة بجامعة القاهرة
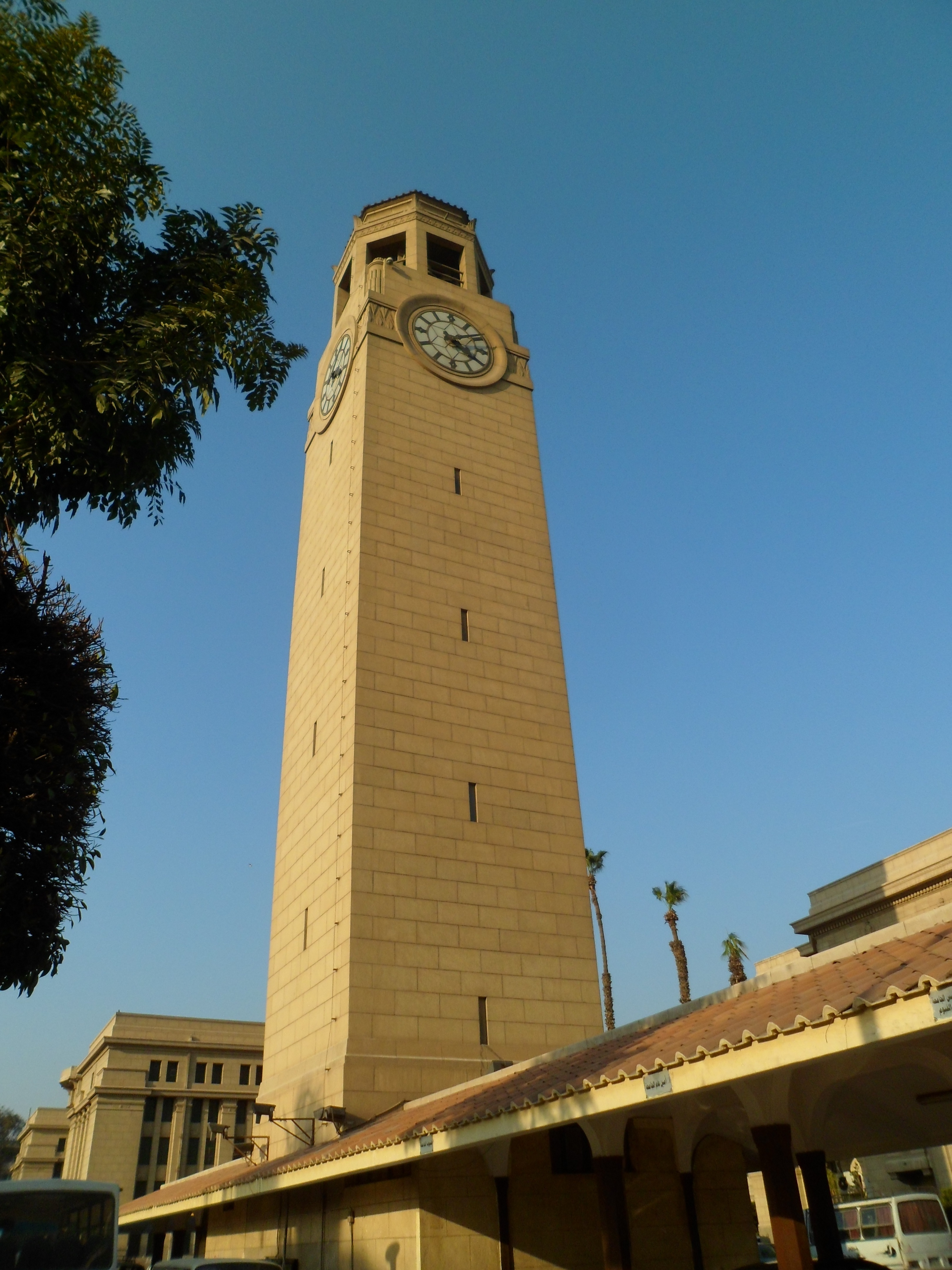
صورة من أسفل الساعة

## وصلات خارجية
- الموقع الرسمي